# Lewis Lyne
Lewis Owen „Lou“ Lyne CB DSO (* 21. August 1899 in Newport, Wales; † 4. November 1970 in Kersey, England) war ein britischer Offizier und Generalmajor des Heeres. 
Er war ab 1944 maßgeblich als Kommandierender Offizier in der Normandie sowie während der letzten Kämpfe zum Ende des Zweiten Weltkriegs in Nordwesteuropa eingesetzt. Von Juli bis August 1945 war er der erste Kommandant des Britischen Sektors von Berlin und als solcher einer der vier alliierten Stadtkommandanten.

## Frühes Leben
Lyne entstammte einer Soldatenfamilie und wurde als Sohn des Offiziers Charles Lyne in Newport (Wales) geboren. Nach seiner Ausbildung wollte er sich als 19-Jähriger während des Ersten Weltkriegs freiwillig zum Militärdienst melden, wurde jedoch wegen seines Alters zunächst abgelehnt.
Er trat deshalb am 2. April 1919 als Second Lieutenant auf Zeit den Lancashire Fusiliers, einem britischen Infanterieregiment bei und wurde erst nach Kriegsende, am 21. Juli 1921, offiziell in den Militärdienst übernommen. 
In der sogenannten Zwischenkriegszeit war Lyne mit seinem Bataillon u. a. in Irland, Ägypten, Gibraltar und China im Einsatz. Am 14. Juli 1923 wurde er zum Lieutenant befördert.
Nach seiner Rückkehr nach England absolvierte er ab 1935 das Staff College in Camberley und war ab 1938 bis zum Ausbruch des Zweiten Weltkriegs Stabsoffizier im Kriegsministerium. Bereits am 16. Oktober 1935 wurde Lyne zum Captain, am 1. August 1938 zum Major und am 1. Juli 1939 schließlich zum Lieutenant Colonel befördert.

## Zweiter Weltkrieg
Im August 1940 wurde Lyne ein erstes eigenes Kommando übertragen. Als Kommandierender Offizier befehligte er das 9. Bataillon der Lancashire Fusiliers, das sich als Kriegsdienstbataillon weitgehend aus Wehrpflichtigen zusammensetzte. Bereits im Oktober wurde seine Einheit einer anderen Brigade zugeschlagen und Lyne mit seinen Männern nach Schottland verlegt.
Ende 1941 wurde Lyne Leitender Ausbilder an der Offizierschule in Sheerness; im Juli erfolgte dann die Beförderung zum Colonel. Seine Aufgabe als Ausbilder lag insbesondere darin, Offiziere für künftige Kommandos in Bataillonen und Regimentern vorzubereiten.
Im März 1942 wurde er vorübergehend zum Brigadier befördert und mit einem neuen Kommando betraut. Lyne übernahm zunächst die 169. Infanteriebrigade, die unter dem Befehl des Divisionschefs Generalmajor Eric Miles stand.
Lynes Brigade wurde in den nächsten beiden Jahren in mehreren Ländern bei äußerst schwierigen Schlachten eingesetzt. Lynes Truppe war zunächst in Nacton stationiert und mobilisierte sich ab Juni für den Einsatz in Übersee.
Bereits im November 1942 wurde Lynes Brigade in das irakische Kirkuk verlegt und mit der Aufgabe betraut, auf dem Kaukasus das Erreichen deutscher Truppen zu verhindern. Mit der deutschen Niederlage bei Stalingrad im Februar 1943 ging die Gefahr jedoch zurück, woraufhin sich die 56. Division wieder auf die Ausbildung für Offensiveinsätze konzentrieren konnte.
Im März 1943 wurde die Division der 8. Armee zugeschlagen, die im Anschluss einen 3200-Meilen-Marsch von Kirkuk in das tunesische Enfidaville absolvierte. Der Marsch dauerte insgesamt vier Wochen und ging als der längste in der Geschichte der britischen Armee ein. Unmittelbar nach ihrem Eintreffen hatte Lynes Brigade in der Nacht des 26. April 1943 bereits einen ersten direkten Feindkontakt. Der sogenannte tunesische Feldzug hielt noch weitere zwei Wochen an und endete am 13. Mai 1943. Im Anschluss wurde die Division nach Libyen entsandt, wo sich die Alliierten auf eine Invasion Italiens vorbereiteten.
Am 3. Juli 1943 wurde Lewis Lyne auch formal zum Brigadier befördert und zwei Wochen später mit dem Distinguished Service Order (DSO) für seine herausragenden Leistungen im Nahen Osten ausgezeichnet. Kurz darauf erreichte die Brigade Italien.
Während der Kämpfe zerstörte allein die 169. Brigade neununddreißig feindliche Flugzeuge auf dem Boden, dennoch traf Lyne mit seinen Männern auf erheblichen Widerstand der Deutschen, welcher erhebliche Verluste bei den Briten nach sich zog. Schließlich erhielten die Soldaten Verstärkung durch die Royal Engineers, die als Infanterie eingesetzt waren.
Gemeinsam versuchten sie mit anderen Verbänden, die Gebirgspässe auf dem Weg nach Neapel zu durchbrechen. Am 27. September 1943 wurde Lynes Brigade durch andere Einheiten abgelöst. Die Eroberung Neapels erfolgte schließlich nur wenige Tage später durch das X. Korps unter Führung von Generalleutnant Richard McCreery.
Am nächsten Tag wurde der Kommandierende General der Division, Generalmajor Douglas Graham, bei Kämpfen schwer verletzt und Lewis Lyne als dienstältester Brigadeführer mit dem Kommando betraut. Nachdem Generalmajor Gerald Templer am 15. Oktober 1943 als neuer Kommandierender eingesetzt wurde, kehrte Lyne zur 169. Brigade zurück.
Brigadier Lewis Lyne nahm im Anschluss an der Schlacht bei Monte Camino an der Gustav-Linie teil und wurde am 13. November 1943 schwer verwundet. Erst im Dezember gelang es den Truppen, den Monte Camino einzunehmen und die Deutschen schließlich zu verdrängen. Lyne selbst, der erst am 8. Januar 1944 aus dem Lazarett entlassen wurde, verfehlte die Teilnahme und kehrte am 21. Januar zu seiner Brigade zurück. Anfang März wurden Lyne und seine Männer schließlich durch die 13. Brigade abgelöst.
Lewis Lyne, der inzwischen als erfahrener Schlachtfeldkommandant galt, wurde nach England zurückbeordert und zum Kommandierenden General der 59. Infanteriedivision ernannt. Am 29. März 1944 erhielt er zudem seine Beförderung zum Generalmajor.
Mit seiner Division nahm Lyne an der Invasion der Alliierten an der Normandie teil und gehörte somit zu den Truppen des Feldmarschalls Sir Bernard Montgomery. Lyne traf mit seinen Männern Ende Juni 1944 in der Normandie ein, drei Wochen nach den D-Day-Landungen am 6. Juni.
Ebenfalls beteiligt war Lyne am 8. Juli 1944 an der Operation „Charnwood“ beim Angriff auf Caen, bei der es mehr als 1200 Verluste zu beklagen gab. Ab Mitte Juli kämpfte die Division in der zweiten Schlacht um Odon und war im Anschluss mit anderen Truppenteilen an der Operation „Bluecoat“ sowie bei den Kämpfen an der Orne beteiligt.
Mit dem Ende der Kämpfe an der Normandie hatten die britischen Truppen auch ihre Grenzen der Belastbarkeit erreicht. Zwar waren Sir Bernard Montgomery und Miles Dempsey als Heeres- bzw. Armeekommandeure von Lyne und der 59. Division sehr angetan, doch handelte es sich um die jüngste in Frankreich eingesetzte Division der Briten. Deshalb entschloss man sich, die von Lyne befehligte Division aufzulösen.
Lewis Lyne übernahm daraufhin das Kommando über die 50. Infanteriedivision, bis auch diese im November aufgelöst wurde. Ab dem 22. November 1944 befehligte er die 7. Panzerdivision und nahm Mitte Januar 1945 an der erfolgreichen Operation „Blackcock“ teil.
Wenige Wochen später nahm Lyne im Rahmen der Operation „Plunder“ an der Überquerung des Rheins teil. Am 27. März 1945 betrat er deutschen Boden und wurde zwei Tage später zum Generalmajor befördert. Seine Division marschierte in Deutschland ein, erreichte zunächst die Stadtgrenze von Bremen und überquerte nur eine Woche später die Weser. Lyne führte seine Männer durch die berühmte Siegfried-Linie schließlich bis nach Hamburg.
Kurze Zeit später war der Krieg in Europa beendet.

## Nachkriegszeit und Tod
Obwohl weitgehend unbekannt, galt Lewis Lyne als ein äußerst fähiger und erfahrener Schlachtfeldkommandant, der sowohl von seinen Vorgesetzten, allen voran Montgomery und Dempsey, als auch von Untergebenen großen Respekt erhielt.
Am 5. Juli 1945 wurde Lewis Lyne auf Empfehlung Montgomerys erster Kommandant des Britischen Sektors von Berlin und somit einer der vier alliierten Stadtkommandanten. Als solcher führte er die Siegesparade am 21. Juli 1945 durch Berlin an.
Bereits am 30. August wurde er wieder abberufen und durch Generalmajor Eric Nares ersetzt. Lyne selbst wechselte als Stabschef in das Kriegsministerium. Er war mit nur 56 Tagen der britische Stadtkommandant mit der kürzesten Amtszeit.
Nach einer weiteren Verwendung als Kommandierender General in Ägypten, verschlechterte sich Lynes Gesundheitszustand. Schließlich wurde er 1949, mit nur 49 Jahren, aus gesundheitlichen Gründen in den Ruhestand versetzt.
Lewis Lyne war unverheiratet und widmete sein gesamtes Leben dem Militär. Er starb im November 1970 in Kersey (Suffolk) mit 71 Jahren.

## Orden und Ehrenzeichen
- Companion des Order of the Bath (CB)
- Companion des Distinguished Service Order (DSO)
- Mentioned in dispatches (2 x)